# 호르헤 라파엘 비델라
호르헤 라파엘 비델라 레돈도(스페인어: Jorge Rafael Videla Redondo, 1925년 8월 2일 ~ 2013년 5월 17일)는 아르헨티나의 군인 출신 정치인이다. 1976년 쿠데타로 이사벨 페론 대통령을 축출하고 군사정권의 첫 번째 대통령이 됐다.
부에노스아이레스주에서 태어났다. 아르헨티나 육군사관학교 졸업 후 여러 직책을 거치며 군장성으로 승진했고, 1973년 육군참모총장에 임명됐다. 1975년 이사벨 페론 대통령은 호르헤 라파엘 비델라를 육군 총사령관으로 임명했다. 이사벨 페론 정부의 실정을 빌미로 군부는 1976년 3월 쿠데타를 단행해 이사벨 페론 대통령을 몰아내고 군사평의회(Junta militar)를 구성하고, 그 자신을 대통령으로 추대했다. 그는 취임하면서 정치·경제·사회적 혼란이 수습되면 민정으로 복귀하겠다고 약속했다.
군사평의회는 국회 기능을 정지시키고 법관의 70%를 교체했다. 또한 좌익 게릴라 소탕을 이유로 많은 사람들을 체포했다. 당시 3만 명 이상의 사람들이 납치·불법구금되고 일부는 실종되거나 살해됐다. 이러한 인권탄압 사건은 더러운 전쟁으로 불린다. 더러운 전쟁과 인권 탄압으로 국내외로부터 많은 비난을 받았지만, 그는 계속 정권을 유지했다. 한편 페론주의 대신 시장개방 정책을 추진하여 약간의 성과를 거두기도 했으나 외채가 급격히 불어나고 인플레이션 문제도 더욱 심각해졌다.
1983년 라울 알폰신 민간정부가 들어선 후 군사정부 인사들에 대한 재판이 이루어졌는데, 1985년 비델라는 살인·납치·고문 등에 관여한 죄로 종신형을 선고받아 수감됐다가 1990년 카를로스 메넴 대통령의 사면으로 풀려났다. 1998년 더러운 전쟁 중의 새로운 죄가 밝혀져 다시 기소되어 형을 선고받고 수감됐으나, 고령으로 형이 정지되고 가택 연금에 처해졌다. 2003년 네스토르 키르치네르 대통령 취임 후 과거사 청산 작업이 다시 진행되면서 군사정권 인사들에 대한 사법처리가 이루어졌으며, 그에 대해서도 30건의 살인과 555건의 납치, 264건의 고문 행위에 연루된 혐의가 인정돼 사법처리가 다시 이루어질 가능성이 열렸다. 2010년 12월 22일 아르헨티나 코르도바 법원은 그에게 납치·구금·살해의 책임을 물어 종신형을 선고했다. 2013년 5월 17일 마르코스파스 교도소에서 수감되던 중에 향년 89세를 일기로 사망했다.

## 어린 시절과 가족
호르헤 라파엘 비델라는 1925년 8월 2일 부에노스 아이레스의 메르세데스 시에서 태어났다. 비델라는 라파엘 유제니오 비델라 벵골라 대령(Colonel Rafael Eugenio Videla Bengolea, 1888-1951)과 마리아 올가 레돈도 오제아(María Olga Redondo Ojea, 1897-1987) 사이에서 태어난 다섯명의 아들중 셋째이다. 비델라의 가문은 산루이스에서 유명한 가문이었으며, 그의 조상들 중 많은 사람들이 높은 관직을 갖고 있었다. 그의 조부 자킨토(Jacinto)는 1891년부터 1893년 사이에 산 루이스의 총독을 지냈고, 증조부 블라스 비델라는 스페인령 아메리카 독립전쟁에서 싸웠으며, 이후 산루이스에서 유니타리아 당의 당수로 활동했었다.
1948년 4월 7일 호르헤 비델라는 영국계 아르헨티나인이자 물리학과 교수 겸 터키 주재 아르헨티나 대사인 사무엘 알레한드로 하트리지 파크스(Hartridge Parkes, 1891-1969)의 딸 알리샤 라켈 하트리지(Alicia Raquel Hartridge, 1827년 9월 28일 출생)와 마리아 이사벨 라코스테 알바레스(María Isabel Lacoste Álvarez, 1893-1939)와 결혼해 7명의 자녀를 두었다.

## 군 경력
비델라는 1942년 3월 3일 국립군사대학(Colegio Milgilic de la Nacion)에 입학하여 1944년 12월 21일 중위로 졸업했다. 보병부대의 하급 장교로 꾸준히 승진한 후 1952년부터 1954년 사이에 워 칼리지에 입학하여 참모 장교로 졸업하였다. 비델라는 1958년부터 1960년까지 국방부에 근무했고 그 후 1962년까지 육군사관학교를 지휘했다. 1971년 소장으로 승진하여 알레한드로 아구스틴 라누세가 국립군사대학의 교장으로 임명하였다. 1973년 말, 레안드로 아나야(Leandro Anaya) 육군 수장은 비델라를 육군 참모총장으로 임명했다. 1975년 7월과 8월 비델라는 아르헨티나 국군의 합참의장(Estado Mayor Conjunto)을 지냈다. 1975년 8월 이사벨 페론 대통령은 비델라를 육군 총사령관에 임명했다.
| 진급                      | 진급             |
| 계급                      | 진급 날짜        |
| ------------------------- | ---------------- |
| 준위(Subteniente)         | 1944년 12월 22일 |
| 소위(Teniente)            | 1947년 6월 15일  |
| 중위(Teniente primero)    | 1949년 11월 3일  |
| 대위(Capitán)             | 1952년 3월 1일   |
| 소령(Mayor)               | 1958년 7월 18일  |
| 중령(Teniente coronel)    | 1961년 12월 22일 |
| 대령(Coronel)             | 1966년 1월 17일  |
| 소장(General de brigada)  | 1971년 12월 23일 |
| 중장(General de división) | 1975년 10월 24일 |
| 대장(Teniente general)    | 1975년 12월 28일 |

## 쿠데타
후안 페론(Juan Perón) 대통령이 사망하자, 그의 아내이자 부통령인 이사벨 페론(Isabel Martínez de Perón)이 대통령이 되었다. 폭력, 사회 불안, 경제 문제가 가중되는 동안, 비델라는 1976년 3월 24일 이사벨 대통령을 축출하는 군사 쿠데타를 이끌었다. 이후 군정이 결성되었는데, 그는 육군을 담당하고, 에밀리오 마세라 제독(Admiral Emilio Massera)은 해군을 맡고, 올랜도 라몬 아고스티 준장(General Orlando Ramón Agosti)은 공군을 이끌게된다.

## 대통령 집권

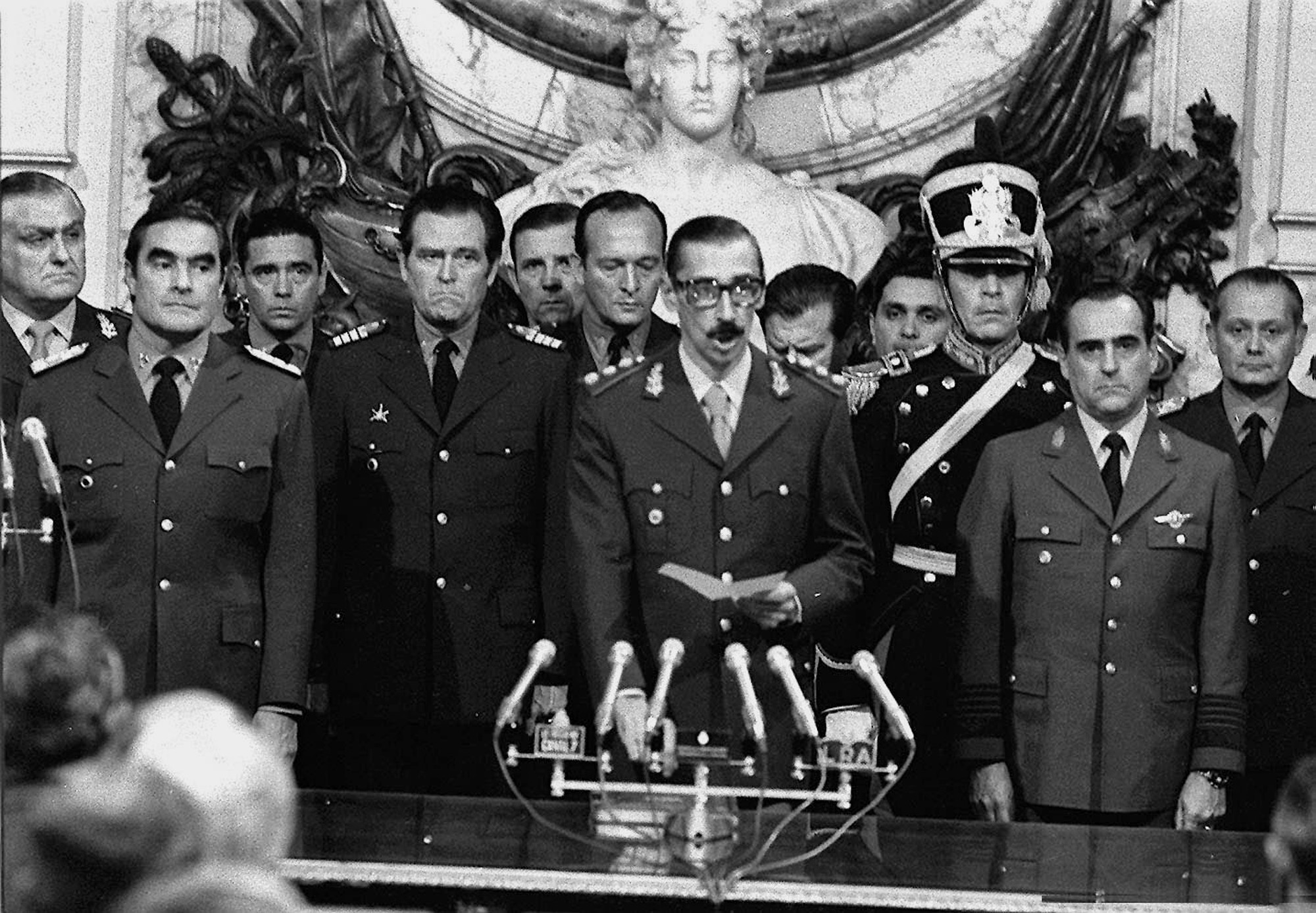
호르헤 라파엘 비델라가 대통령으로서 선서하고 있다.

쿠데타 이틀 후, 비델라는 공식적으로 아르헨티나의 대통령이 된다.

### 인권 침해
총이나 폭탄을 가진 사람만이 테러리스트가 아니다. 서구 문명과 기독교 문명에 반하는 사상을 퍼뜨리는 사람 또한 테러리스트다.— 호르헤 라파엘 비델라

군사정권이 권력을 잡았던 시기에는 마르크스주의 단체인 인민혁명당(ERP), 몬토네로스, FAL, FAP 출신의 테러리스트들이 지하 활동을 시작하고, 아르헨티나 반공주의자 동맹의 폭력적인 우익 납치, 고문, 암살 사건이 일어나고 있었다.

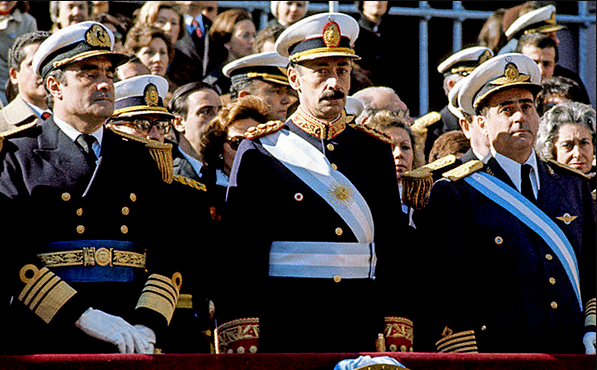
1978년 부에노스 아이레스에서 열린 군사 퍼레이드에서의 비델라

1976년 초 미국의 일간지 볼티모어 선은 당시의 아르헨티나의 상황을 이렇게 보도했다.
"오랜 기간 '아르헨티나의 정원'으로 알려진 정글이 덮인 투쿠만 산에서는 베트남 전쟁과 같이 아르헨티나인들이 아르헨티나인과 싸우고 있다. 아직까지 결과가 어떻게 될지는 알 수 없으나, 2000여 명의 좌익 게릴라들과 1만여 명의 병사가 참가하는 이 전투가 매우 심각하다는 것은 분명히 알 수 있다."
1974년 말 인민혁명당은 투쿠만 지방에 농촌 전선을 설치했고 아르헨티나 육군은 반란진압 작전의 일환으로 2사단 산악여단 제5여단을 투쿠만에 배치했다. 1976년 초, 산악여단은 그때까지 인민혁명당 게릴라들과 무장세력에 대항하여 코르도바 시의 전략적 요충지를 경비하기 위해, 제4공수여단으로 재편되었다.
군사정권의 구성원들은 게릴라의 위협을 이용해 쿠데타를 정당화하였으며, 그들의 집권기를 "국가재편성과정"이라고 명명했다. 1975년과 1976에 걸쳐 이어진 좌익의 테러로 모두 293명의 군인과 경찰이 피살되었다. 1976년 2월과 1977년 4월 사이에는 몬토네로스와 인민혁명당의 의한 세번의 비델라 암살시도가 있었으나 비델라는 간신히 살아남았다. .
더러운 전쟁 당시 자행된 군사 범죄를 심판하는 1985년 재판에 참가한 리카르도 길 라베드라 법무장관은 이후 "불법 진압의 희생자 대다수가 게릴라 무장세력이라고 진심으로 믿는다"고 발언했다. 몬토네로스의 게릴라와 인민혁명군이 대략 1만 여명 사라졌지만, 게릴라들이 패배한 후 실제로는 탄압 운동이 더욱 격렬해졌고, 군정은 교회, 노조, 예술가, 지식인, 대학생, 교수들을 목표로 삼아 많은 희생자들을 만들었다.
인권단체에 따르면 경찰이나 군에 구금돼 있는 동안 1만5000~3만 명의 아르헨티나인이 '사라진' 것으로 추산된다. 약 1,500~4,000명의 사람들이 약에 취해 군용 항공기에 실려 알몸으로 옷이 벗겨져 라플라타강과 대서양에 던져졌는데, 이른바 '죽음의 비행'으로 알려져있었다. 독재정권 기간 내내 비밀리에 수용소에 수감돼 있던 PEN(Poder Ejecutivo Nacional) 수감자 중 1만~1만2000명이 외교적 압력으로 풀려났다. 테렌스 로히릭(Terence Roehrig)은 실종자 중 "최소한 1만 명이 게릴라들과 다양한 방식으로 관련됐다"고 추정했다.
아르헨티나 언론인 세페리노 레이토(Ceferino Reato)의 저서 '디스포시온 파이널(Disposición Final)'을 통해 1976년부터 1983년 사이에 8,000명의 아르헨티나인이 비델라 정권에 의해 살해된 사실이 처음으로 확인됐다. 시신은 국내외에서 시위를 막기 위해 숨겨지거나 훼손됐다. 비델라는 또한 여성 게릴라 억류자들이 임신하는 것을 허락했는데, 여성 억류자들은 임신을 하면 고문을 받거나 처형되지 않을 것이라고 믿었지만, 그렇지 않았다. 이들은 감옥에서 낳은 아이들을 빼앗기고 처형되었으며, 아이들은 군인의 가정에 불법으로 입양되어 수십 년 동안 신원이 숨겨져 있었다.
아르헨티나의 인권단체에 따르면 아르헨티나 군사정권이 표적으로 삼은 유대인은 3만 명 가운데 1900명에서 3000명 사이였다. 이는 전체의 5-12%에 불과하지만, 유대인이 아르헨티나 인구의 1%에 불과하다는 것을 고려하면 불균형한 숫자다. 역사학자 대니얼 무치닉(Daniel Muchnik)은 이에 대해 많은 유대인들이 이 기간 동안 인민혁명당(ERP)과 페론주의 무장 단체(FAP)와 같은 정치적 활동주의자들과 무장 저항 단체에 이끌리게 되었기 때문으로 보았다. 그러나 유대계 아르헨티나인들의 증언은 군사정권 유대인을 표적으로 삼았음을 시사한다. 많은 고문 피해자들이 고문실과 심문실 벽에서 반유대주의를 의미하는 아돌프 히틀러의 사진과 나치의 상징인 스와스티카를 보았다고 한다. 또한 유대인들은 아르헨티나 군대에 있는 동안 반유대주의적인 괴롭힘을 당한 것으로 알려졌다. 200명에서 300명 사이의 유대인들은 종종 그들의 상급자에 의해 공격의 대상이 되었다.
1만1000여 명의 아르헨티나 국민이 군사독재 시절 사랑하는 사람을 잃은 것에 대해 국가로부터 최대 20만 달러에 이르는 금전적 배상을 받았다. 아삼블라 포르 로스 데레초스 후르모스(Asamblea por los Derechos Humanos(APDH), 인권 총회)는 '국가재편성과정'에서 1만2261명이 사망하거나 실종됐다고 보고 있다.

### 경제 정책

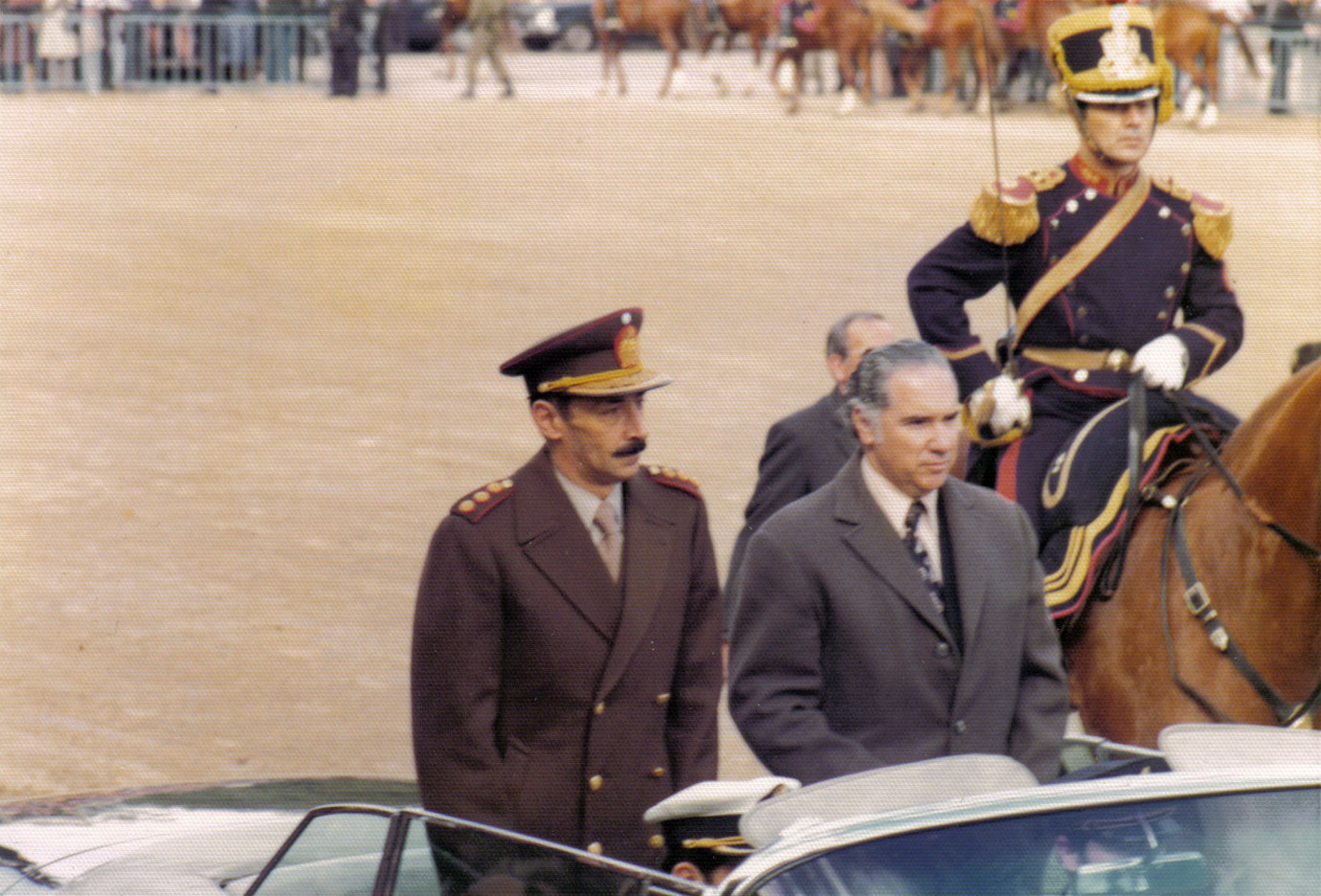
부에노스아이레스의 팔레르모에서 1976년 열린 "Exposición Rural"에서의 비델라

아르헨티나의 새 대통령이 된 비델라는 치솟는 인플레이션으로 인한 경제 붕괴의 상황에 직면했다. 그는 자유 무역과 규제 철폐 경제 정책을 주장한 호세 알프레도 마르티네스 드 호즈(Martínez de Hoz) 장관의 손에 경제 정책을 맡겼다. 마르티네스 데 호즈는 자유 시장 경제를 지지하며, 페론주의를 뒤집고, 경제 성장을 회복하기 위한 조치를 취했다. 그의 경제 조치는 어느정도 성공적이었다. 그는 모든 가격 통제와 교환 통제 체제를 없앴으며, 수출과 수입을 자유화했다. 그러나 그의 임기 동안 외채는 4배나 증가했고, 상류층과 하류층의 불균형은 훨씬 더 뚜렷해졌다. 이 기간은 10배의 평가절하와 아르헨티나 역사상 최악의 금융위기로 끝나게 된다.
설상가상으로 베니토 무솔리니의 1934년 FIFA 월드컵을 벤치마킹해 1978년 FIFA 월드컵을 개최하였는데 아르헨티나의 경제가 운명의 갈림길에 놓여있는 상황임에도 불구하고 비델라는 이 월드컵을 무리하게 개최했으며, 이 개최 비용으로 엄청나게 많은 돈을 지출했다. 그 결과 아르헨티나의 경제는 이 때부터 본격적으로 기울기 시작했으며 특히 2라운드 페루와의 경기에서는 브라질과 서로 페루에게 뇌물을 줘가며 치열한 신경전을 벌였다. 아르헨티나는 페루에게 최대한 많이 실점해 달라고 뇌물을 지급했고 브라질은 페루에게 아르헨티나와 비겨 달라고 뇌물을 지급했다. 그 경기 결과는 아르헨티나가 페루를 6-0으로 대승했다. 그리고 계속 심판들에게 뇌물을 줘 결국 아르헨티나는 우승을 차지하게 되었다. 하지만 월드컵 우승 이후 아르헨티나는 우승 이전과는 비교도 안 되는 빈곤에 시달리게 된다.
비델라는 이 덕에 군사반란 시점으로부터 5년 동안 대통령에 재직하지만 FIFA 월드컵의 열기가 식자 퇴진 운동이 일어나고 이후 계속 서로 다른 장성들로 대통령을 돌려막기했는데 그 중 레오폴도 갈티에리가 되도 않는 국방력으로 포클랜드 전쟁을 일으키는 바람에 군정이 종식되는 결정적인 원인을 제공했다.

### 대외 관계

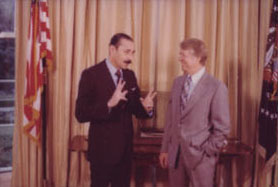
1977년 9월 9일 백악관에서 미국의 대통령 지미 카터와 만난 비델라

쿠데타는 1975년 10월부터 계획되어 왔으며, 미 국무부는 실행 두 달 전에 준비 상황을 알게 되었다. 헨리 키신저는 쿠데타 이후 아르헨티나 군 지도자들과 여러 차례 만나 미국에서 인권 유린에 대한 항의가 커지기 전에 적대 세력을 빨리 파괴할 것을 촉구했다. 미 국무부는 아르헨티나를 남미의 반공산주의 보루로 보았으며, 1976년 4월 초 헨리 키신저에 의해 작성된 포드 행정부의 군사정부에 대한 5천만 달러의 안보지원을 요청을 미 의회가 승인했다. 1977년과 1978년 미국은 아르헨티나에 예비 군사 부품을 1억 2000만 달러 이상 판매했고, 1977년 미 국방부는 아르헨티나군 장교 217명을 양성하기 위한 7억 달러지원을 허가했다.
그러나 지미 카터 신임 대통령은 인권 문제를 부각시켰고 1978년 아르헨티나에 대한 미국의 모든 무기 이전이 의회로부터 차단 당했다.
비델라 정권 시절 아르헨티나는 남아메리카 남단 비글 섬 분쟁을 둘러싼 국제 중재 재판소의 보고서와 결정을 거부하고 비글 섬 침공을 위해 술레아니아 작전에 돌입했다. 그러나 1978년 교황 요한 바오로 2세가 중재 절차를 열어, 그가 파견한 안토니오 사모레(Antonio Samoré)가 전면전을 막는데 성공한다. 이 갈등은 비델라의 대통령 시절이 지나서야 완전히 해소됐다. 1983년 민주통치가 복원되자, 칠레와 아르헨티나 사이에 체결된 비글 섬에 대한 칠레의 주권을 인정한 평화우호조약(Tratado de Paz y Amistad)이 1984년 국민투표로 서명되고 비준되었다.

## 후기 생애와 죽음
권력 분배로 인한 아르헨티나 3군 간의 긴장과 마르티네즈 데 호즈의 실패한 경제 정책의 결과로, 비델라는 대통령직에서 해임되었다. 그리고 로베르토 에두아르도 비올라(Roberto Eduardo Viola) 육군 사령관이 대통령 자리를 대체했다. 군사정권은 이후 포클랜드 전쟁에서 패한 후 붕괴될 때까지 계속되었다. 민주주의는 1983년에 복원되었다.
새 정부는 1985년 독재정권 시절의 범죄에 대해 최고위급 간부들을 기소하기 시작했다. 비델라는 수많은 살인, 납치, 고문, 그리고 다른 많은 범죄로 유죄판결을 받고, 무기징역을 선고받았다. 비델라는 5년 동안 수감되었다가, 1990년 카를로스 메넴 대통령이 군사정권의 전 멤버였던 비델라와 많은 다른 수감자들을 사면했다. 메넴은 테러로 기소된 좌익 게릴라 지휘관들 또한 사면했다. 메넴 대통령은 대국민 TV 연설에서 "나는 그 법안에 서명했다. 이를 통해 우리는 평화 속에서, 자유 속에서, 정의 속에서 나라를 재건하기 시작할 것이다 ... 우리는 길고 잔인한 대립에서 지나왔다. 이제는 상처가 아물어야 한다."라고 말했다
비델라는 유효한 감옥에서 단 5년을 복역했다. 1990년 카를로스 사울 메넴 대통령은 부에노스아이레스와 몬토네로 지도자 마리오 에두아르도 피르메니히의 군정과 경찰서장들과 함께 대통령의 사면권을 이용해 석방을 지시했다. 법령 2741/90 및 2742/90에 의해 메넴은 이　군부와　지도자들에 대한 2차 사면을 정당화하기 위해 "과거 갈등을 극복할 필요가 있다“고 주장했다.
비델라는 다시 1998년 한 판사가 실비아 퀸텔라(Silvia Quintela)의 아이를 납치한 혐의와 인민혁명군(ERP) 지휘관 마리오 로베르토 산투초(Mario Roberto Santucho)와 베니토 우르테아가(Benito Urteaga)의 실종에 관여한 혐의를 유죄로 인정하면서 잠시 감옥으로 돌아갔다. 비델라는 카세로스 감옥에서 38일을 보냈다. 건강상의 문제로 그는 후에 가택연금으로 이송되었다.
그의 독일 송환은 1977년 5월 아르헨티나에서 살해된 독일 시민 Elisabeth Kaesemann의 살인 혐의로 뉘른베르크 지역 법원에 의해 2003년부터 요청되었다. 그러나 이 재판은 범죄 가능성이 있다는 증거를 찾지 못해 기각되었다 .
2003년 네스토르 키르치네르 대통령 당선 이후, 아르헨티나에서는 비델라 통치의 불법성을 보여주기 위한 노력이 다시 널리 퍼졌다. 정부는 더 이상 비델라를 나라의 합법적인 대통령이 된 것으로 인정하지 않았고 그의 초상화는 사관학교에서 제거되었다. 2003년 의회는 독재 정권 하에서 범죄에 대한 기소를 종식시킨 Ley de Punto Final을 폐지했다. 2005년 아르헨티나 대법원은 이 법이 위헌이라고 판결했다. 정부는 반인륜적 범죄에 대한 기소를 다시 시작했다. 2006년 9월 6일, 노르베르토 오야르비데 판사는 메넴 대통령이 내린 사면은 위헌이라고 판결했다. 2007년 4월 25일 연방법원은 비델라의 대통령 사면을 기각하고 인권 유린에 대한 그의 유죄 판결을 복원했다.
2008년 10월 10일 벨그라노 인근 부에노스아이레스에 있는 자신의 아파트에서 가택연금을 당해 국가의 주요 군사 기지인 캄포 데 마요에 있는 교도소로 이송됐다. 그 후 뉘른베르크 검찰청은 2009년 12월 아르헨티나에서 독일 시민인 토마스 스타워비오크의 시신이 나타난 후 비델라에 대한 사건의 재판을 재개했다.
그는 2010년 7월 2일 자신의 통치하에 사망한 31명의 죄수의 죽음과 관련된 인권침해 혐의로 재판에 넘겨졌다. 2010년 코르도바 비델라에서 시행된 고문과 살인에 관련된 마지막 재판 중 하나에서, 그는 법원이 자신을 재판할 수 없다며 재차 부인했다.
사흘 뒤 비델라는 자신의 통치 기간 중 군의 행동에 전적인 책임을 지고 "내전 중 최고 군사권력으로 그 책임을 인정한다. 부하들이 내 명령에 따랐다." 라고 말했다. 2010년 8월 31일 대법원은 하급심의 형을 확정하면서 당시 메넴 대통령으로부터 받은 사면이 부정하므로　실형을 집행해야 한다고 판결했다.
2010년 12월 22일 재판이 종료되었고, 비델라는 유죄를 선고받고 무기징역을 선고받았다. 선고 전 마지막 말에서 호르헤 라파엘 비델라(Jorge Rafael Videla)는 다시 한번 국가 테러를 정당화하고 자신이 고발한 반인도적 범죄를 정당화했다. 그는 "더러운 전쟁이 아니라 아직 끝나지 않은 정의로운 전쟁"을 벌였다고 말했다.
재판 직후 민간인 교도소로 이송하라는 지시가 내려졌다. 마리아 엘바 마르티네스 판사는 판결을 내리면서 비델라가 "국가 테러리즘의 징후"라고 말했다. 재판 과정에서 비델라는 "어제의 적들이 권력을 잡고 이를 통해 아르헨티나에 마르크스주의 정권을 세우려 한다"고 말한 바 있다. 2012년 7월 5일, 비델라는 군사 정권에 의해 억류된 부모들의 아기를 훔치는 계획에 참여했다는 이유로 유죄판결을 받고 50년의 징역형을 선고받았다. 법원 판결에 따르면 비델라는 신분세탁 뿐 아니라 미성년자의 절도, 유착, 은닉죄에서도 공범이었다. 이 아이들은 불법적인 입양으로 군인 가정에 넘겨졌고, 이들의 신원은 숨겨져 있었다. 이 기간 동안 약 400명의 아이들이 도난을 당했는데, 감옥에서 출산을 하고 이후 "사라진" 엄마들로부터였다. 2019년 6월까지 이들 입양아 중 130명이 신분을 회복했다
2013년 5월 17일, 비델라는 마르코스 파즈 감옥에서 복역 중 자연사했다는 보고를 받았다. 부검 결과 그는 5월 12일 교도소 샤워장에서 미끄러져 다발성 골절과 내부 출혈로 사망했다. 2009년 군의 판결에 따르면 그는(그리고 다른 인권침해로 유죄판결을 받은 사람들은) 군 장례를 치를 자격이 없었다. 비델라 에게는 그의 가족에 의한 사적인 장례식이 거행되었다.
인권단체들은 비델라가 사라진 사람들과 납치된 아이들을 알고 있었다는 사실을 인정하지 않고 숨졌다고 비난했다. 재판을 받은 공직자들 중 실종자들의 운명에 대한 자세한 정보를 제공한 사람은 한 명도 없다. 비델라는 그가 테러분자들이 파괴적이라는 생각에 대해 대부분 뉘우치지 않는 것처럼 보였다.
몇몇 아르헨티나 정치인들은 그의 죽음에 대해 논평했다. 급진시민연합의 리카르도 길 라베드라(Ricardo Gil Lavedra) 부대표는 비델라는 독재자로 기억될 것이라고 밝혔고, 헤르메스 빈너(Hermes Binner)는 정부에 의한 희생자들에게 애도를 표했다. 에르난 롬바르디(Hernán Lombardi) 부에노스아이레스시 문화부 장관은 아르헨티나의 민주주의가 독재를 처단했다고 찬미했다. 리카르도 알폰신(Ricardo Alfonsín)은 비델라가 감옥에서 죽은 것은 좋은 일이라고 말했다. 1980년 노벨 평화상 수상자인 아르헨티나 출신의 아돌포 페레즈 에스키벨은 "비델라의 죽음은 그 누구도 기쁘게 해서는 안 되며 우리는 더 나은 사회를 위해 더 정의롭고 더 인간적인 일을 계속해야 한다"고 말했다.
내각 총리 후안 마누엘라 아발 메디나 주니어(Juan Manuel Abal Medina, Jr.)는 "비델라가 아르헨티나 국민들에게 처단돼, 기소되고, 선고되고, 일반 감옥에 수감되어 죽었다."고 기뻐했다. 비델라가 사망하기 직전까지 그는 아르헨티나의 독재자들 중 현재까지 생존중인 두 명 중 한 명이었다. 독재정권에서 마지막으로 살아남은 레이날도 비그노네 대통령은 2018년 3월 7일 사망했다.

## 같이 보기
- 레오폴도 갈티에리
- 1976년 아르헨티나 쿠데타
- 국가재편성과정
- 더러운 전쟁